# Primáza

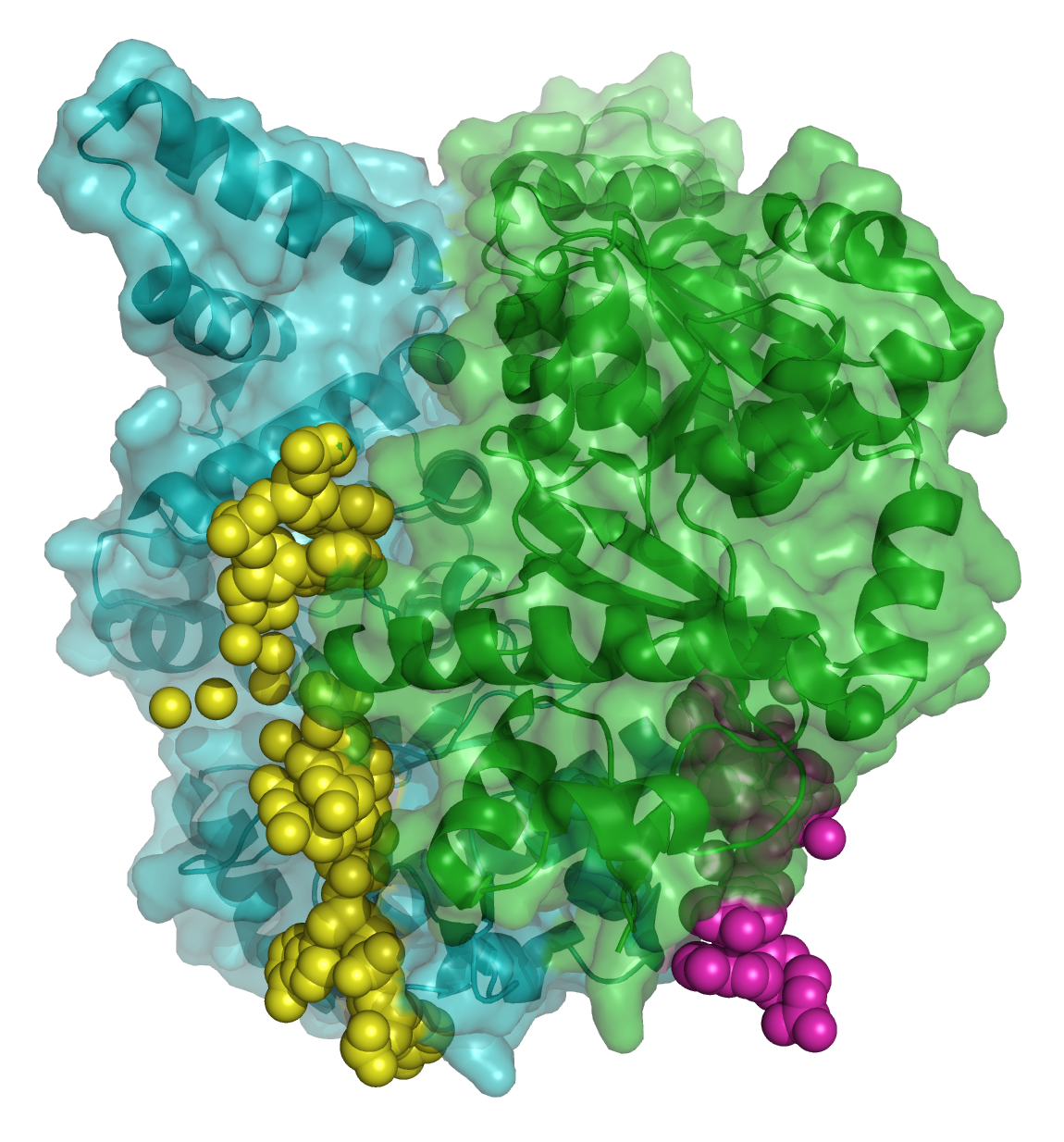
Primáza z E. coli

DNA primáza je druh DNA-dependentní RNA polymerázy, která se váže k enzymu helikáze, (se kterým vytváří komplex zvaný primozom). DNA primáza je schopná vytvořit podle vzoru v podobě templátové DNA k ní komplementární úsek RNA dlouhý několik nukleotidů, který slouží jako primer pro DNA polymerázu a umožňuje syntézu nového vlákna.

## Význam
DNA polymeráza nedokáže začít syntézu nového vlákna. Proto se musí nejdříve vytvořit tzv. primer, což je krátký úsek RNA. Od primeru následně začíná samotná replikace DNA. V případě hlavního vlákna DNA směřujícího ve směru od 5' k 3' konci stačí jediný primer pro každou replikační vidlici. Pro druhé vlákno – ve směru 3'-5' – je však nutné vytvořit primer pro každý Okazakiho fragment, což jsou krátké úseky DNA vznikající v důsledku neschopnosti DNA polymerázy přidávat nové nukleotidy ve směru 3'-5'.
Po dokončení syntézy daného úseku nukleáza tyto RNA primery odstraní, DNA polymeráza je nahradí za DNA a ligáza je spojí. Tento krok je nutný ze dvou důvodů:
- RNA se na DNA obvykle neváže (pokud ano, pak takové párování většinou značí nějaké poškození)
- při syntéze RNA vzniká o několik řádů více chyb, než při syntéze DNA. Proto je primer nahrazen sekvencí komplementární k původnímu vláknu.